# 星際大戰：骨幹小隊
《星際大戰：骨幹小隊》（英語：Star Wars: Skeleton Crew）是一部2024年美國科幻網路迷你影集，由強·華茲和克里斯多佛·福特共同開創，盧卡斯影業製作。影集定於2024年12月2日上線Disney+。本片是《星際大戰》系列電影的一部分，故事發生在電影《絕地大反攻》（1983）事件之後，與《曼達洛人》系列及其相互關聯的衍生電影處於同一時空。《骨幹小隊》講述了四個孩子的成長故事，他們在自己的母星上有了發現，迷失在銀河系中，為了回家而展開了冒險。

## 劇情
银河帝国覆灭九年后，四个孩子在自己的家乡星球阿特丁 (At Attin) 与一名原力使用者交朋友时发现了新奇事物，随后迷失在银河系，最终踏上了回家的冒险之旅。

## 演員及角色

### 主演團隊
- 裘德·洛飾演賈·納·納伍德（Jod Na Nawood）
- 拉維·卡伯特-科尼爾斯（英语：Ravi Cabot-Conyers）飾演威姆（Wim）
- 萊恩·基耶拉·阿姆斯特朗飾演馮恩（Fern）
- 基里亞娜·克拉特（Kyriana Kratter）飾演KB
- 羅伯特·提摩西·史密斯（Robert Timothy Smith）聲演尼爾（Neel）
- 尼可·佛洛斯特聲演SM-33. 星際飛船Onyx Cinder的衰敗機器人大副。Rob Ramsdell 擔任機器人SM-33的表演藝術家。

### 重複出現的合作演員
- 凯瑞·康顿扮演Fara： 馮恩的媽媽，在行星At Attin擔任老師和副秘書。
- 马修·卡索维茨扮演Strix將軍： At Achrann上Troika部族的領袖，也是Hayna的父親。
- 凱莉·麥當勞扮演Pokkit： 自由槍手，Jod的前搭檔。

## 製作
2022年2月，據《Production Weekly》透露，一部未定名的《星際大戰》影集以「文法牛仔秀」（Grammar Rodeo）作為暫定名稱開發中。強·華茲至少執導其中一集，《曼達洛人》創作人強·法夫洛擔任執行製作人。5月，在星戰慶典上公佈影集定名為《星際大戰：骨幹小隊》（Skeleton Crew），裘德·洛簽約參演。

### 拍攝
主體拍攝已於2022年9月在洛杉磯的曼哈頓海灘工作室（Manhattan Beach Studios）進行了幾週的攝影，暫定名稱為「文法牛仔秀」（Grammar Rodeo），參考自《辛普森家庭》第七季第二十集〈霸子在公路〉的情節。拍攝預計持續至2022年12月。

## 發行
《星際大戰：骨幹小隊》起初定於2024年12月3日上線Disney+，之後提前至12月2日上線。

## 資料來源
1. ↑   (新闻稿). The Walt Disney Company. 2023-04-07  [2023-04-07]. （原始内容存档于2023-04-08）.
2. ↑  . Production Weekly. 2022-02-09  [2022-02-20]. （原始内容存档于2022-02-10）.
3. 1 2  Otterson, Joe. . Variety. 2022-05-26  [2022-05-26]. （原始内容存档于2022-05-26）.
4. ↑  Chapman, Wilson; Malkin, Marc. . Variety. 2022-09-09  [2022-09-12]. （原始内容存档于2022-09-13）.
5. 1 2  Fisher, Jacob. . Discussing Film. 2022-02-19  [2022-02-20]. （原始内容存档于2022-02-20）.
6. ↑  Breznican, Anthony. . Vanity Fair. 2022-02-19  [2022-05-17]. （原始内容存档于2022-05-17）.
7. ↑  Kang, Esther. . People. 2024-07-31  [2024-07-31]. （原始内容存档于2024-07-31）.

## 外部連結
- 互联网电影数据库（IMDb）上《星際大戰：骨幹小隊》的资料（英文）
- Wookieepedia上的相关条目：《星際大戰：骨幹小隊》